# نادية جمال الدين
نادية جمال الدين محمد هي مُترجمة أدبية من العربية إلى الإسبانية والعكس وأستاذ الأدب الإسباني المُتفرغ بقسم اللغة الإسبانية بكلية الألسن في جامعة عين شمس. شغلت منصب رئاسة مجلس قسم اللغة الإسبانية بالكلية ذاتها في الفترة ما بين 2004 حتى 2010. جنبًا إلى جنب مع القائم بأعمال رئيس مجلس قسمي اللغة الكورية واليابانية بالكلية من 2011 إلى 2015. وعُدت جزءًا أصيلًا من لجان تطوير المناهج ولجنة الحكما وأخلاقيات البحث العلمي بالكلية نفسها. كما عملت في الإذاعة الإسبانية الخارجية بين عامي 1983 و1987. ولها العديد من الترجمات والأبحاث المنشورة محليًا ودوليًا في مجالات الأدب عمومًا وخاصةً المسرح والرواية والمقال والشعر. نالت جائزة الدولة التشجيعية للترجمة من المجلس الأعلى للثقافة عام 1994 عن متاهة الوحدة للكاتب المكسيكي أوكتابيو باث.
يبرز من بين أشهر الترجمات إلى العربية: الغليان، مرحبا دون غويتو، ثلاث قبعات كوبا، حكايات شعبية إسبانو إمريكية للأطفال، ورواية النائمة. كما ترجمت من الأدب العربي إلى الإسباني بعض الأعمال مثل حكايات حارتنا لنجيب محفوظ وقانا لنزار قباني.
كانت مقررًا للجنة العلمية لفحص الإنتاج العلمي للمتقدمين لترقية الأساتذة المُساعدين في الدورة السادسة (2005- 2008) بمركز اللغات والترجمة بأكاديمية الفنون، كما شغلته عن ترقيات الدورة السابعة للأساتذة المُساعدين فيما بين 2011 و2014. وبالمثل، فهي عضوة بلجنة الترقيات بالمجلس الأعلى للجامعات وكلية الآداب بجامعة حلوان وبكلية اللغات والترجمة جامعة الأزهر.
كانت عضو بلجنة الدراسات الأدبية واللغوية بالمجلس الأعلى للثقافة فيما بين 2009 و2010. وشغلت منصب عضو لجنة الترجمة بالمجلس الأعلى للثقافة بدايةً من 2015. وهي عضوة لجنة التحكيم لجائزتي الترجمة رفاعة الطهطاوي والشباب بالمركز القومي للترجمة.

## التعليم
نشأت في مدينة الإسماعيلية والتحقت بمدرسة الراهبات الفرنسيسكان. حصلت على درجة الليسانس الممتازة في اللغة والآداب الإسبانية من كلية الألسن، جامعة عين شمس عام 1973. ثم نالت درجة الماجستير بامتياز في 1981، وأعقبتها درجة الدكتوراه عام 1987 من كلية الفلسفة والآداب بجامعة أوتونوما المستقلة في مدريد بإسبانيا. ونالت درجة الأستاذية في الترجمة واللغة الإسبانية عام 1999.

## الجوائز
- جائزة الدولة التشجيعية للترجمة عام 1994 عن متاهة الوحدة للكاتب المكسيكي أوكتابيو باث.
- الجائزة الأولى لمُسابقة الآداب المكسيكية عام 1994 بدراسة مُقارنة عن الأسطورة بين عبد الوهاب البياتي وأوكتابيو باث من تنظيم السفارة المكسيكية بالقاهرة.
- جائزة جامعة عين شمس التقديرية في الفنون والآداب لعام 2012.